# Serniki (obwód rówieński)
Serniki (ukr. Серники) – wieś (dawniej miasteczko) na północno-wschodniej Ukrainie w obwodzie rówieńskim (rejon zarzeczniański), przy granicy z Białorusią. W 2001 liczyła 2699 mieszkańców.
Założone w 1449. Józef Ignacy Kraszewski opisał je w swojej książce Wspomnienia Wołynia, Polesia i Litwy.
Za II RP w województwie poleskim, w powiecie pińskim; początkowo była to gmina miejska, następnie zdegradowana do rzędu wsi i włączona do gminy Wiczówka.
28 lipca 1941, po ataku III Rzeszy na ZSRR, miejscowi mieszkańcy dokonali tutaj pogromu, podczas którego zabijano Żydów i rabowano ich mienie. 7 sierpnia 1941 Niemcy (prawdopodobnie żołnierze 2 pułku kawalerii SS) rozstrzelali w Sernikach około 150 żydowskich mężczyzn. Podczas okupacji hitlerowskiej, na początku 1942 roku Niemcy utworzyli getto dla żydowskich mieszkańców. Przebywało w nim około 1000 osób. 9 września 1942 roku Niemcy zlikwidowali getto, a Żydów zamordowali w lesie Sołomir. Około 300 Żydom udało się uciec.